# Laguna Seca, Malinaltepec
Laguna Seca är en ort i Mexiko.   Den ligger i kommunen Malinaltepec och delstaten Guerrero, i den sydöstra delen av landet, 250 km söder om huvudstaden Mexico City. Laguna Seca ligger 1 634 meter över havet och antalet invånare är 358.
Terrängen runt Laguna Seca är huvudsakligen kuperad, men norrut är den bergig. Runt Laguna Seca är det ganska glesbefolkat, med 23 invånare per kvadratkilometer. Närmaste större samhälle är Malinaltepec, 1,3 km väster om Laguna Seca. I omgivningarna runt Laguna Seca växer i huvudsak städsegrön lövskog.